# 1922-es Copa América
Az 1922-es Dél-amerikai Válogatottak Bajnoksága a 6. dél-amerikai torna volt. A kontinensviadalnak Brazília adott otthont, és meg is nyerte.

## Résztvevők
- Argentína
- Brazília
- Chile
- Paraguay
- Uruguay

## Eredmények
Az öt részt vevő válogatott egy csoportban, körmérkőzéses formában mérkőzött meg egymással. A csoport élén végzett csapat nyerte meg a tornát.

### Mérkőzések
| 1922. szeptember 17. |

| Brazília | 1–1   | Chile     |
| -------- | ----- | --------- |
| Tatú 9'  | (1–1) | Bravo 41' |

| Estadio das Laranjeiras, Rio de Janeiro Nézőszám: 30 000 Játékvezető: Ricardo Vallarino (uruguayi) |

| 1922. szeptember 23. |

| Chile | 0–2   | Uruguay                            |
| ----- | ----- | ---------------------------------- |
|       | (0–2) | Heguy 10' Urdinarán 19' (11-esből) |

| Estadio das Laranjeiras, Rio de Janeiro Nézőszám: 12 000 Játékvezető: Francisco Andreu (paraguayi) |

| 1922. szeptember 24. |

| Brazília    | 1–1   | Paraguay  |
| ----------- | ----- | --------- |
| Amílcar 14' | (1–0) | Rivas 71' |

| Estadio das Laranjeiras, Rio de Janeiro Nézőszám: 25 000 Játékvezető: Norberto Ladrón de Guevara (chilei) |

| 1922. szeptember 28. |

| Argentína                               | 4–0   | Chile |
| --------------------------------------- | ----- | ----- |
| Chiessa 10' Francia 36' 41' Gaslini 75' | (3–0) |       |

| Estadio das Laranjeiras, Rio de Janeiro Nézőszám: 2 500 Játékvezető: Ricardo Vallarino (uruguayi) |

| 1922. október 1. |

| Brazília | 0–0 | Uruguay |
| -------- | --- | ------- |
|          |     |         |

| Estadio das Laranjeiras, Rio de Janeiro Nézőszám: 30 000 Játékvezető: Servando Pérez (argentin) |

| 1922. október 5. |

| Paraguay                        | 3–0   | Chile |
| ------------------------------- | ----- | ----- |
| Ramírez 5' López 78' Fretes 86' | (1–0) |       |

| Estadio das Laranjeiras, Rio de Janeiro Nézőszám: 1 000 Játékvezető: Servando Pérez (argentin) |

| 1922. október 8. |

| Uruguay     | 1–0   | Argentína |
| ----------- | ----- | --------- |
| Buffoni 43' | (1–0) |           |

| Estadio das Laranjeiras, Rio de Janeiro Nézőszám: 14 000 Játékvezető: Pedro Santos (brazil) |

| 1922. október 12. |

| Uruguay | 0–1   | Paraguay    |
| ------- | ----- | ----------- |
|         | (0–1) | Elizeche 7' |

| Estadio das Laranjeiras, Rio de Janeiro Nézőszám: 3 000 Játékvezető: Pedro Santos (brazil) |

| 1922. október 15. |

| Brazília                        | 2–0   | Argentína |
| ------------------------------- | ----- | --------- |
| Neco 42' Amílcar 86' (11-esből) | (1–0) |           |

| Estadio das Laranjeiras, Rio de Janeiro Nézőszám: 25 000 Játékvezető: Francisco Andreu (paraguayi) |

| 1922. október 18. |

| Paraguay | 0–2   | Argentína                  |
| -------- | ----- | -------------------------- |
|          | (0–0) | Francia 63' 79' (11-esből) |

| Estadio das Laranjeiras, Rio de Janeiro Nézőszám: 8 000 Játékvezető: Enrique Vignal (brazil) |

- A paraguayi játékosok a 79. percben az ellenük megítélt büntető után levonultak a pályáról, csak a kapus maradt a játéktéren.

A csoport élén azonos pontszámmal végzett Uruguay, Brazília és Paraguay. Uruguay visszalépett, ezért Brazília és Paraguay között egy újabb mérkőzés döntött a kontinensviadal győzteséről.
| Hely. | Csapat       | M | Gy | D | V | G+ | G– | Gk | P |
| ----- | ------------ | - | -- | - | - | -- | -- | -- | - |
| 1.    | Uruguay      | 4 | 2  | 1 | 1 | 3  | 1  | +2 | 5 |
| 2.    | Brazília (R) | 4 | 1  | 3 | 0 | 4  | 2  | +2 | 5 |
| 3.    | Paraguay     | 4 | 2  | 1 | 1 | 5  | 3  | +2 | 5 |
| 4.    | Argentína    | 4 | 2  | 0 | 2 | 6  | 3  | +3 | 4 |
| 5.    | Chile        | 4 | 0  | 1 | 3 | 1  | 10 | −9 | 1 |

Rájátszás
| 1922. október 22. |

| Brazília                 | 3–0   | Paraguay |
| ------------------------ | ----- | -------- |
| Neco 11' Formiga 48' 89' | (1–0) |          |

| Estadio das Laranjeiras, Rio de Janeiro Nézőszám: 20 000 Játékvezető: Servando Pérez (argentin) |

| Az 1922-es Dél-amerikai Válogatottak Bajnoksága győztese |
| -------------------------------------------------------- |
| BRAZÍLIA 2. cím                                          |

### Végeredmény
A hazai csapat eltérő háttérszínnel kiemelve.
| Helyezés | Nemzet    | M | Gy | D | V | G+ | G– | Gk | P |
| -------- | --------- | - | -- | - | - | -- | -- | -- | - |
| Arany    | Brazília  | 5 | 2  | 3 | 0 | 7  | 2  | +5 | 7 |
| Ezüst    | Paraguay  | 5 | 2  | 1 | 2 | 5  | 6  | –1 | 5 |
| Bronz    | Uruguay   | 4 | 2  | 1 | 1 | 3  | 1  | +2 | 5 |
| 4.       | Argentína | 4 | 2  | 0 | 2 | 6  | 3  | +3 | 4 |
| 5.       | Chile     | 4 | 0  | 1 | 3 | 1  | 10 | –9 | 1 |

### Gólszerzők
| 4 gólos - Julio Francia 2 gólos - Amílcar Barbuy - Formiga - Neco 1 gólos - Angel Chiessa - José Gaslini - Tatú | 1 gólos (folytatás) - Manuel Bravo - Carlos Elizeche - Luis Fretes - Ildefonso López - Julio Ramírez - Gerardo Rivas - Felipe Buffoni - Juan Carlos Heguy - Antonio Urdinarán |

## Külső hivatkozások
- 1922 South American Championship